# 능동형 유기 발광 다이오드

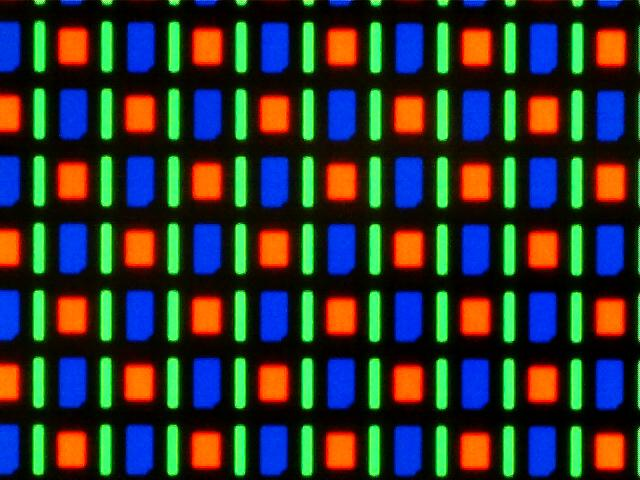
펜타일 매트릭스 구조의 RGBG 시스템을 사용하는 구글 넥서스 원 AM OLED 스크린의 확대 이미지

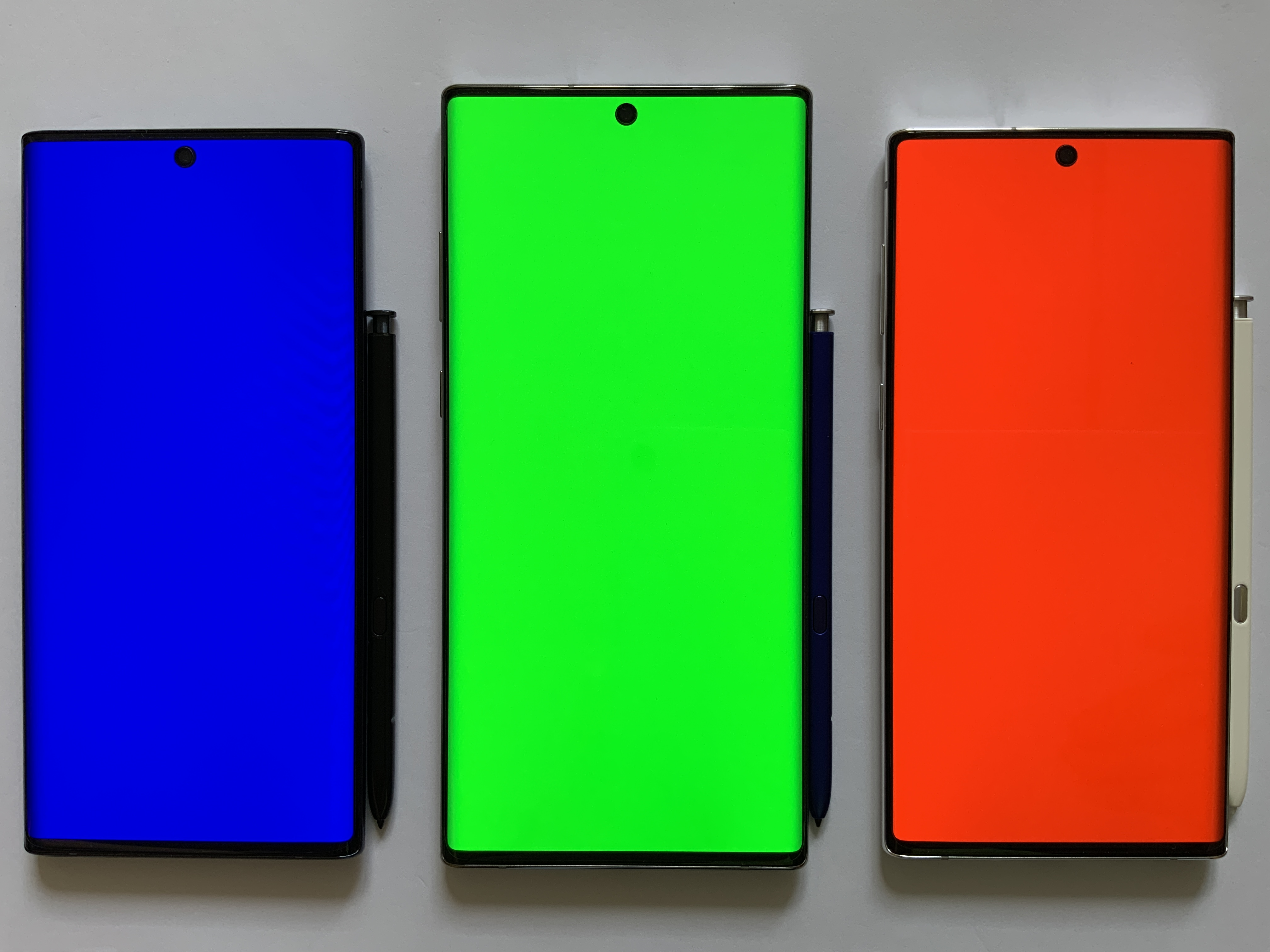
Dynamic AMOLED 가 탑재된 삼성 갤럭시 노트10

능동형 유기 발광 다이오드(Active-Matrix Organic Light-Emitting Diode, AMOLED)는 OLED의 한 종류이다.
PMOLED와는 다르게 TFT가 발광 소자마다 내장되어 발광 소자가 개별적으로 발광 가능하여, 전력소모가 상대적으로 적으며 더 정교한 화면을 구현할 수 있다는 장점이 있다. 그러나 생산단가가 높다는 단점 때문에 소형기기를 제외한 곳에서는 잘 쓰이지 못하고 있다. 2010년 기준 삼성 모바일 디스플레이가 전 세계 물량의 98%가량을 공급하고 있다.

## 명칭
AM OLED는 2009년 애니콜 햅틱 아몰레드 출시 이후 삼성전자의 적극적인 마케팅으로 인해 대한민국뿐 아니라 해외에서도 삼성전자의 상표명인 아몰레드(AMOLED)로 많이 불리나, 정확한 발음은 에이엠 오엘이디 또는 에이엠 올레드이다. 그렇지만 편의상 일상 용어에서는 '아몰레드'가 많이 쓰이고 있다.

### 상표등록 관련
삼성전자는 '아몰레드'에 대한 상표 등록을 시도하였으나, 특허청은 '아몰레드'가 부품의 기술 방식을 표현하는 고유명사로서 특정 상품에 대한 식별력이 없다는 이유로 상표등록을 거부하였다. 다만 상표명과 기술방식을 결합한 LG전자의 'LG 아몰레드', 삼성전자의 '햅틱 아몰레드', 'Anycall 아몰레드' 등은 상표 등록 심사를 통과했다.

## 설계

액티브 매트릭스 OLED 디스플레이의 구조.

AMOLED 디스플레이는 액티브 매트릭스의 OLED 화소를 구성하고 있고, 전기적으로 활성화되면 빛을 내며 박막 트랜지스터(TFT) 배열에 적층 또는 통합되며 각각의 화소에 흐르는 전류를 통제하기 위해 일련의 스위치 역할을 한다.
일반적으로 직류는 적어도 각 픽셀마다 2개의 TFT에 의해 통제되며, 하나의 TFT가 용량 커패시터의 충전을 시작하고 중단하며 두 번째 TFT는 직류가 화소에 흐를 수 있을 정도의 전압을 제공하므로 패시브 매트릭스 OLED 작업에 필요한 높은 전류의 필요성을 없애준다.
TFT 백플레인 기술은 AMOLED 디스플레이 제조에 필수적이다.

## 마케팅 용어

### AMOLED 플러스
AMOLED 플러스(AMOLED Plus)는 삼성SDI에서 자사의 기존 AMOLED를 개선한 AMOLED 제품에 사용되는 용어이다. 기존 AMOLED보다 반사율이 2배가량 개선된 디스플레이로서, 명암비와 소비전력 또한 어느 정도 개선되었다.

## 미래

### 비교
| 용어                          | 해상도    | 크기 (인치) | PPI | 픽셀 레이아웃        | 사용 기기                                                                                      |
| ----------------------------- | --------- | ----------- | --- | -------------------- | ---------------------------------------------------------------------------------------------- |
| AMOLED                        | 240×320   | 2.6         | 154 | RGBG 펜타일 매트릭스 | 노키아 N85                                                                                     |
| AMOLED Capacitive Touchscreen | 640×360   | 3.2         | 229 | RGBG 펜타일 매트릭스 | 노키아 C6-01                                                                                   |
| Super AMOLED                  | 640×360   | 3.5         | 210 | RGB S-Stripe         | 노키아 N8                                                                                      |
| Super AMOLED                  | 640×360   | 4.0         | 184 | RGB S-Stripe         | 노키아 808 퓨어뷰                                                                              |
| Super AMOLED                  | 720x720   | 3.1         | 328 | RGB S-Stripe         | 블랙베리 Q10                                                                                   |
| Super AMOLED                  | 854×480   | 3.9         | 251 | RGBG 펜타일 매트릭스 | 노키아 N9                                                                                      |
| Super AMOLED                  | 800×480   | 4.0         | 233 | RGBG 펜타일 매트릭스 | 삼성 갤럭시 S                                                                                  |
| Super AMOLED                  | 960×540   | 4.3         | 256 | RGB S-Stripe         | 삼성 갤럭시 S4 미니                                                                            |
| Super AMOLED                  | 1280×768  | 4.5         | 332 | RGBG 펜타일 매트릭스 | 노키아 루미아 1020                                                                             |
| Super AMOLED Plus             | 800×480   | 4.3 (4.27)  | 218 | RGB stripe           | 삼성 갤럭시 S II                                                                               |
| Super AMOLED Advanced         | 960×540   | 4.3         | 256 | RGBG 펜타일 매트릭스 | 모토로라 레이저                                                                                |
| HD Super AMOLED               | 1280×800  | 5.3 (5.29)  | 285 | RGBG 펜타일 매트릭스 | 삼성 갤럭시 Note                                                                               |
| HD Super AMOLED               | 1280×720  | 5.0         | 295 | RGB S-Stripe         | 블랙베리 Z30 삼성 갤럭시 J7 삼성 갤럭시 J5 삼성 갤럭시 E5                                      |
| HD Super AMOLED               | 1280×720  | 4.7 (4.65)  | 316 | RGBG 펜타일 매트릭스 | 삼성 갤럭시 넥서스                                                                             |
| HD Super AMOLED               | 1280×720  | 4.7 (4.65)  | 316 | RGB S-Stripe         | 모토로라 모토 X                                                                                |
| HD Super AMOLED               | 1280×720  | 4.8         | 306 | RGBG 펜타일 매트릭스 | 삼성 갤럭시 S III                                                                              |
| HD Super AMOLED               | 1280×720  | 5.6 (5.55)  | 267 | RGB S-Stripe         | 삼성 갤럭시 노트 II                                                                            |
| HD Super AMOLED               | 1280×720  | 5.6 (5.55)  | 267 | RGB S-Stripe         | 삼성 갤럭시 노트 3 네오                                                                        |
| HD Super AMOLED Plus          | 1280×800  | 7.7         | 197 | RGB stripe           | 삼성 갤럭시 탭 7.7                                                                             |
| Full HD Super AMOLED          | 1920×1080 | 5.5         | 400 | RGBG 펜타일 매트릭스 | Meizu MX5                                                                                      |
| Full HD Super AMOLED          | 1920×1080 | 5.0 (4.99)  | 441 | RGBG 펜타일 매트릭스 | 삼성 갤럭시 S4                                                                                 |
| Full HD Super AMOLED          | 1920×1080 | 5.0 (4.99)  | 441 | RGBG 펜타일 매트릭스 | 원플러스 X                                                                                     |
| Full HD Super AMOLED          | 1920×1080 | 5.0 (4.99)  | 441 | RGBG 펜타일 매트릭스 | 구글 픽셀                                                                                      |
| Full HD Super AMOLED          | 1920×1080 | 5.2         | 423 | RGBG 펜타일 매트릭스 | 모토로라 모토 X (2세대)                                                                        |
| Full HD Super AMOLED          | 1920×1080 | 5.1         | 432 | RGBG 펜타일 매트릭스 | 삼성 갤럭시 S5                                                                                 |
| Full HD Super AMOLED          | 1920×1080 | 5.5         | 401 | RGBG 펜타일 매트릭스 | 원플러스 3 원플러스 3T 원플러스 5                                                              |
| Full HD Super AMOLED          | 1920×1080 | 5.7         | 388 | RGBG 펜타일 매트릭스 | 삼성 갤럭시 노트 3                                                                             |
| WQHD Super AMOLED             | 2560×1440 | 5.1         | 577 | RGBG 펜타일 매트릭스 | 삼성 갤럭시 S6 삼성 갤럭시 S6 엣지 삼성 갤럭시 S6 액티브 삼성 갤럭시 S7                        |
| WQHD Super AMOLED             | 2560×1440 | 5.2         | 564 | RGBG 펜타일 매트릭스 | 루미아 950                                                                                     |
| WQHD Super AMOLED             | 2560×1440 | 5.2         | 565 | RGBG 펜타일 매트릭스 | 모토로라 드로이드 터보                                                                         |
| WQHD Super AMOLED             | 2560×1440 | 5.4         | 540 | RGBG 펜타일 매트릭스 | 블랙베리 Priv                                                                                  |
| WQHD Super AMOLED             | 2560×1440 | 5.5         | 534 | RGBG 펜타일 매트릭스 | 블랙베리 DTEK60 삼성 갤럭시 S7 엣지 구글 픽셀 XL Alcatel Idol 4S 모토 Z 모토 Z 포스 ZTE Axon 7 |
| WQHD Super AMOLED             | 2560×1440 | 5.7         | 515 | RGBG 펜타일 매트릭스 | 삼성 갤럭시 노트 4 삼성 갤럭시 노트 5 삼성 갤럭시 S6 엣지+ 넥서스 6P 삼성 갤럭시 노트 7        |
| WQHD Super AMOLED             | 2560×1440 | 5.7         | 518 | RGBG 펜타일 매트릭스 | 루미아 950 XL                                                                                  |
| WQHD Super AMOLED             | 2960×1440 | 5.8         | 571 | RGBG 펜타일 매트릭스 | 삼성 갤럭시 S8                                                                                 |
| WQHD Super AMOLED             | 2960×1440 | 6.2         | 529 | RGBG 펜타일 매트릭스 | 삼성 갤럭시 S8+                                                                                |
| WQHD Super AMOLED             | 2960×1440 | 6.3         | 521 | RGBG 펜타일 매트릭스 | 삼성 갤럭시 노트 8                                                                             |
| WQXGA Super AMOLED            | 2560×1600 | 8.4         | 359 | RGBG 펜타일 매트릭스 | 삼성 갤럭시 탭 S 8.4                                                                           |
| WQXGA Super AMOLED            | 2560×1600 | 10.5        | 287 | RGB S-Stripe         | LG g one                                                                                       |

## 사용 기기
스마트워치
- 삼성 기어 S2 (클래식)
- 삼성 기어 S2 (스포츠)
- 삼성 기어 S3 (프론티어)
- 삼성 기어 S3 (클래식)
- 삼성 갤럭시 기어 (Super AMOLED)
- 삼성 기어 2 (Super AMOLED)
- 삼성 기어 2 (Super AMOLED)
- 삼성 기어 핏 (Curved Super AMOLED)
- 삼성 기어 핏 2 (Curved Super AMOLED)
- 삼성 기어 S (Curved Super AMOLED)
- 삼성 기어 라이브 (Curved Super AMOLED)
- 애플 워치
- 애플 워치
- 애플 워치
- 에이서스 젠워치(Asus ZenWatch)
- 킹웨어 KW88 스마트워치
- 화웨이 W1[7]

전화
- Alcatel One Touch Idol Ultra (HD Super AMOLED)
- 블랙베리 DTEK60 (WQHD Super AMOLED)
- 블랙베리 Priv (WQHD Super AMOLED)
- 블랙베리 Q10 (Super AMOLED)
- 블랙베리 Z30 (HD Super AMOLED)
- 체리 모바일 코스모스 X (HD Super AMOLED)
- 마이크로맥스 a90s
- 마이크로맥스 a90
- 마이크로맥스 a315
- 마이크로맥스 Canvas Hue
- 마이크로소프트 루미아 650
- 루미아 950
- 루미아 950 XL
- BenQ-Siemens S88
- Dell Venue 8 7000
- Gionee GN858
- 에이서스 젠폰 5 (Super AMOLED PLUS)
- Gionee GN868 (Super AMOLED plus)
- GIONEE GN878 (HD Super AMOLED)
- Gionee Elife E5 (HD Super AMOLED)
- GIONEE ELIFE S5.1 (HD Super AMOLED)
- GIONEE ELIFE S5.5 (Full HD Super AMOLED)
- HTC 디자이어 (초기 모델)
- HTC 드로이드 인크레더블
- HTC 레전드
- HTC 원 S (Super AMOLED Advanced)
- HTC J (Super AMOLED Advanced)
- 레노버 S90 Sisley (HD Super AMOLED)
- LG 프랭클린 폰
- LG E-730
- LG G 플렉스 (HD Plastic-OLED)
- LG G 플렉스 2 (Full HD Plastic-OLED)
- LYF Earth 1
- LYF Water 1
- LYF Water 2
- LYF Wind 6
- LYF Flame 1
- 마이크로맥스 슈퍼폰 픽셀 A90
- 모토로라 모토 X (HD Super AMOLED)
- 모토로라 드로이드 울트라 (HD Super AMOLED)
- 모토로라 드로이드 맥스 (HD Super AMOLED)
- 모토로라 드로이드 레이저 HD 및 레이저 맥스 HD
- 모토로라 레이저 (Super AMOLED Advanced)
- 모토로라 드로이드 레이저 맥스 (Super AMOLED Advanced)
- 모토로라 드로이드 터보 (Quad HD Super AMOLED)
- 모토로라 드로이드 터보 2 (Quad HD Super AMOLED)
- 모토 X (2세대) (1080p Super AMOLED)
- 모토로라 모토 X 프로 (QHD Super AMOLED)
- 모토 Z2 플레이 (1080p Super AMOLED)
- 넥서스 원 (Early models)
- 넥서스 S (Super AMOLED)
- 갤럭시 넥서스 (HD Super AMOLED)
- 넥서스 6 (Quad HD Super AMOLED)
- 넥서스 6P (WQHD Super AMOLED)
- 구글 픽셀 (FHD AMOLED)
- 구글 픽셀 XL (QHD AMOLED)
- MP-809T (Full HD Super Amoled)
- 노키아 700 (CBD)
- 노키아 808 퓨어뷰 (CBD)
- 노키아 C7-00
- 노키아 C6-01 (CBD)
- 노키아 E7-00 (CBD)
- 노키아 루미아 800 (CBD)
- 노키아 루미아 810 (CBD)
- 노키아 루미아 820 (CBD)
- 노키아 루미아 822 (CBD)
- 노키아 루미아 900 (CBD)
- 노키아 루미아 925 (CBD)
- 노키아 루미아 928 (CBD)
- 노키아 루미아 930
- 노키아 루미아 1020 (CBD)
- 노키아 N8
- 노키아 N85
- 노키아 N86 8MP
- 노키아 N9 (CBD)
- 노키아 X7
- 원플러스 X
- 원플러스 3
- 원플러스 3T
- 원플러스 5
- 팬텍 버스트
- QMobile Noir Z3
- 삼성 아티브 S (HD Super AMOLED)
- 삼성 ATIV SE (Full HD Super AMOLED®)
- 삼성 AMOLED Beam SPH-W9600
- 삼성 i7500 갤럭시
- 삼성 Haptic Beam SPH-W7900
- 삼성 SPH-m900 Moment
- 삼성 i8910
- 삼성 제트
- 삼성 옴니아 II
- 삼성 임프레션
- 삼성 Rogue
- 삼성 트랜스폼
- 삼성 갤럭시 노트 (HD Super AMOLED)
- 삼성 갤럭시 노트 II (HD Super AMOLED)
- 삼성 갤럭시 노트 3 (Full HD Super AMOLED)
- 삼성 갤럭시 라운드 (Full HD Flexible Super AMOLED)
- 삼성 갤럭시 노트 3 네오 (HD Super AMOLED)
- 삼성 갤럭시 노트 4 (Quad HD Super AMOLED)
- 삼성 갤럭시 노트 엣지 (Flexible Super AMOLED)
- 삼성 갤럭시 노트 5 (Quad HD Super AMOLED)
- 삼성 갤럭시 S (Super AMOLED)
- 삼성 갤럭시 S Advance (Super AMOLED)
- 삼성 갤럭시 익스프레스 (Super AMOLED Plus)
- 삼성 갤럭시 S II (Super AMOLED Plus)
- 삼성 갤럭시 S II (Super AMOLED Plus)
- 삼성 갤럭시 S III (HD Super AMOLED)
- 삼성 갤럭시 S III 네오 (HD Super AMOLED)
- 삼성 갤럭시 S III 미니 (Super AMOLED)
- 삼성 갤럭시 S4 (Full HD Super AMOLED)
- 삼성 갤럭시 S4 미니 (qHD Super AMOLED)
- 삼성 갤럭시 S4 미니 (qHD Super AMOLED)
- 삼성 갤럭시 S 플러스 (Super AMOLED)
- 삼성 갤럭시 S 블레이즈 4G (Super AMOLED)
- 삼성 갤럭시 S5 (Full HD Super AMOLED)
- 삼성 갤럭시 S6 (Quad HD Super AMOLED)
- 삼성 갤럭시 S6 (Flexible Quad HD Super AMOLED)
- 삼성 갤럭시 S6 (Flexible Quad HD Super AMOLED)
- 삼성 갤럭시 S7 (Quad HD Super AMOLED)
- 삼성 갤럭시 S7 (Flexible Quad HD Super AMOLED)
- 삼성 갤럭시 S8 (Flexible Quad HD Super AMOLED)
- 삼성 갤럭시 S8 (Flexible Quad HD Super AMOLED)
- 삼성 갤럭시 노트 7 (Flexible Quad HD Super AMOLED) (Discontinued and recalled)
- 삼성 갤럭시 K 줌 (HD Super AMOLED)
- 삼성 갤럭시 에이스 스타일 LTE (Super AMOLED)
- 삼성 갤럭시 알파 (HD Super AMOLED)
- 삼성 갤럭시 A3 (qHD Super AMOLED)
- 삼성 갤럭시 A5 (HD Super AMOLED)
- 삼성 갤럭시 A7 (FULL HD Super AMOLED)
- 삼성 갤럭시 A8 (FULL HD Super AMOLED)
- 삼성 갤럭시 E5 (HD Super AMOLED)
- 삼성 갤럭시 E7 (HD Super AMOLED)
- 삼성 갤럭시 J (Full HD Super AMOLED)
- 삼성 갤럭시 (HD Super AMOLED)[8]
- 삼성 갤럭시 J5 (HD Super AMOLED)
- 삼성 갤럭시 J7 (HD Super AMOLED)
- 갤럭시 넥서스 (HD Super AMOLED)
- 삼성 드로이드 차지 (Super AMOLED Plus)
- 삼성 웨이브 (Super AMOLED)
- 삼성 S8600 웨이브 III (Super AMOLED)
- 삼성 포커스 (Super AMOLED)
- 삼성 포커스 S (Super AMOLED Plus)
- 삼성 포커스 2 (Super AMOLED)
- 삼성 옴니아 7 (Super AMOLED)
- 삼성 옴니아 W (Super AMOLED)
- 삼성 옴니아 M (Super AMOLED)
- 삼성 인퓨즈 4G (SGH-i997) (Super AMOLED Plus)
- 타이젠 (HD Super AMOLED)
- Wiko Highway Star (Super AMOLED)
- 샤오미 미 노트 2
- YotaPhone 2 (Full HD Super AMOLED)
- ZTE 블레이드 (Initial Models)
- ZTE Axon7 (WQAD HD AMOLED)

태블릿
- 도코모 ARROWS 탭 F-03G
- 삼성 갤럭시 탭 7.7 (HD Super AMOLED Plus)
- 도시바 익사이트 7.7 (HD Super AMOLED Plus)
- TOSHIBA REGZA AT570 7.7" (HD Super AMOLED Plus)
- 삼성 갤럭시 탭 S 8.4"
- 삼성 갤럭시 탭 S 10.5"
- BungBungame KALOS 2 10.5"
- 삼성 갤럭시 탭프로 S 12.0"

포터블 뮤직 플레이어
- 소니 워크맨 NWZ-X1000
- 소니 워크맨 NW-A855,A856,A857
- 코원 Z2
- 코원 S9
- 코원 J3
- 아이리버 클릭스
- 아이리버 스핀
- 삼성 YP-M1
- 준 HD

게임 콘솔
- GP2X 위즈
- 플레이스테이션 비타 (오리지널 모델)

음악 제작 하드웨어
- Dave Smith Instruments "Tempest"
- Teenage Engineering OP-1

디지털 카메라
- 올림푸스 XZ-1
- 삼성 EX1
- 삼성 EX2F
- 삼성 NX10
- 삼성 NX11
- 삼성 NX20
- 삼성 NX100
- 삼성 NX200
- 삼성 NX210
- 삼성 NX300
- 삼성 WB2000
- 삼성 WB650

## 같이 보기
- LED
- OLED
- PM OLED
- 슈퍼 AMOLED